# Nothing on You
"Nothing on You" é uma canção gravada pelo músico inglês Ed Sheeran com participação dos artistas Paulo Londra e Dave para o seu quarto trabalho de estúdio, No.6 Collaborations Project (2019), no qual foi posicionada como a décima primeira faixa do alinhamento. Foi co-composta pelos três artistas em colaboração com Daniel Oviedo, Cristian Salazar, e Fred again, com este último ficando encarregue da produção e arranjos sob auxílio de Sam Tsang. Aquando do lançamento inicial de No.6 Collaborations Project em Julho de 2019, "Nothing on You" conseguiu entrar nas tabelas músicas de vários países devido a um forte registo de downloads em plataformas digitais e enorme actividade de streaming em redes sociais.

## Créditos e pessoal
Os créditos seguintes foram adaptados do encarte do álbum No.6 Collaborations Project (2019):
- Edward Sheeran — vocais principais, composição
- David "Dave" Omoregie — vocais principais, composição
- Paulo Londra — vocais principais, composição
- Sam Tsang — produção e arranjos adicionais, sintentizadores, bateria, programação
- Fred again — produção e arranjos, bateria, guitarra, baixo, programação, vocais de apoio
- Cristian Andres Salazar — vocais principais, composição
- Daniel Echavarria Oviedo — vocais principais, composição

## Desempenho nas tabelas musicais
| País — Tabela musical (2019)                            | Posição de pico |
| ------------------------------------------------------- | --------------- |
| Argentina — Hot 100 (Billboard)                         | 19              |
| Argentina — Top 20 Anglo (Monitor Latino)               | 5               |
| Austrália — ARIA Top 100 Singles Chart                  | 65              |
| Canadá — Top 100 Songs (Billboard)                      | 85              |
| Colômbia — Top 100 (National-Report)                    | 90              |
| República Checa — Singles Digital - Top 100 (FIIF)      | 66              |
| Ecuador — Top 100 (Monitor Latino)                      | 89              |
| México — Airplay (Billboard)                            | 48              |
| Eslováquia — Singles Digital - Top 100 (FIIF)           | 50              |
| Espanha — Top 100 Canciones (PROMUSICAE)                | 68              |
| Suécia — Heatseeker Singles Top 100 (Sverigetopplistan) | 6               |
| Reino Unido — R&B Singles Chart (OCC)                   | 35              |